# Arne Rustadstuen
Arne Rustadstuen   (Lillehammer, 14 de desembre de 1905 - Lillehammer, 25 d'abril de 1978) va ser un esquiador de fons i de combinada nòrdica noruec, que va competir durant la dècada de 1930.
El 1932 va prendre part en els Jocs Olímpics de Lake Placid, on va guanyar la medalla de bronze en la prova dels 50 quilòmetres del programa d'esquí de fons. En la cursa dels 18 quilòmetres fou cinquè. Quatre anys més tard, als Jocs de Garmisch-Partenkirchen, fou sisè en la cursa dels 18 quilòmetres.
En el seu palmarès també destaquen tres medalles al Campionat del Món d'esquí nòrdic, d'or i plata el 1930 en els 17 km i 50 km respectivament, i una de bronze el 1931 en combinada nòrdica.